# 特約恩霍爾索克斯勒峰
61°25′58″N 8°38′14″E / 61.4328°N 8.6372°E
特約恩霍爾索克斯勒峰是挪威的山峰，位於該國東南部內陸郡，處於沃戈，距離首都奧斯陸200公里，屬於尤通黑門山脈的一部分，海拔高度2,145米，受凍原氣候影響。